# Bathylaimus septentrionalis
Bathylaimus septentrionalis är en rundmaskart som beskrevs av De Coninck och Stekhoven 1933. Bathylaimus septentrionalis ingår i släktet Bathylaimus och familjen Tripyloididae. Inga underarter finns listade i Catalogue of Life.